# مندرس (ازمیر)
مندرس (به ترکی استانبولی: Menderes) یک منطقهٔ مسکونی در ترکیه است که در استان ازمیر واقع شده‌است.